# Umschluss
Umschluss bezeichnet eine Freizeitmaßnahme in einer Justizvollzugsanstalt. Der Gefangene hat dabei die Möglichkeit, zu einem anderen Gefangenen in dessen Haftraum eingeschlossen (umgeschlossen) zu werden.
Diese Freizeitmöglichkeit kann eingeschränkt oder untersagt werden, etwa aus disziplinarischen, medizinischen oder Sicherheitsgründen.
Während des Vollzuges der Untersuchungshaft obliegt es dem Ermittlungsrichter, darüber zu befinden, ob und in welchem Maße der Gefangene am Umschluss teilnehmen kann.